# Ямадзакі Юка
Ямадзакі Юка (яп. 山崎 由加; нар. 29 червня 1980, Токіо, Японія) — японська футболістка, захисниця, виступала в збірній Японії.

## Клубна кар'єра
Ямадзакі народилася 29 червня 1980 року в Токіо. На клубному рівні виступала за «Ніппон ТВ Белеза» та «Окаяма Юногу Белле». Футбольну кар'єру завершила у 2006 році.

## Кар'єра в збірній
Дебютувала у збірній Японії у 19 річному віці, 31 травня 2000 року в поєдинку проти Австралії. З 2000 по 2001 рік зіграла 7 матчів.

## Статистика виступів у збірній
| жіноча національна збірна Японії | жіноча національна збірна Японії | жіноча національна збірна Японії |
| Рік                              | Матчі                            | Голи                             |
| -------------------------------- | -------------------------------- | -------------------------------- |
| 2000                             | 6                                | 0                                |
| 2001                             | 1                                | 0                                |
| Загалом                          | 7                                | 0                                |